# Aleksandar Vukic
Aleksandar Vukic (kroatisk: Aleksandar Vukić, serbisk: Александар Вукић, født 6. april 1996 i Sydney, Australien) er en professionel tennisspiller fra Australien.